# Großer Preis von Italien 1991
Der Große Preis von Italien 1991 (offiziell Coca-Cola 62º Gran Premio d'Italia) fand am 8. September auf dem Autodromo Nazionale di Monza in Monza statt und war das zwölfte Rennen der Formel-1-Weltmeisterschaft 1991.

## Berichte

### Hintergrund
Ohne Einverständnis des Jordan-Teams, das glaubte, einen gültigen Vertrag mit Michael Schumacher zu haben, verhandelte dessen Management geheim mit Benetton über eine Verpflichtung des Fahrers, der zwei Wochen zuvor in Belgien in der Formel 1 debütiert hatte, für den Rest der laufenden Saison und darüber hinaus. Das Ergebnis dieser Verhandlungen war ein Fahrertausch zwischen den beiden Teams, indem Schumacher gegen Roberto Moreno ausgewechselt wurde. Jordan musste diesem Vorgang notgedrungen zustimmen.
Anstelle von Johnny Herbert kehrte erneut Michael Bartels ins Feld der potentiellen Teilnehmer zurück.
Mit Nelson Piquet (viermal), Alain Prost (dreimal), Ayrton Senna und Gerhard Berger (jeweils einmal) traten vier ehemalige Sieger zu diesem Grand Prix an. Piquet gewann dabei den Großen Preis von Italien als dieser in Imola ausgetragen wurde.

### Training
Senna qualifizierte sich für die Pole-Position vor seinem aussichtsreichsten Verfolger in der Weltmeisterschaftswertung, Nigel Mansell. Die jeweiligen Teamkollegen der beiden, Berger und Riccardo Patrese, folgten in der zweiten Startreihe vor den beiden Ferrari-Piloten Prost und Jean Alesi sowie den beiden Benetton B191 von Schumacher und Piquet. Der von Jordan übernommene Moreno teilte sich die fünfte Reihe mit Pierluigi Martini im Minardi M191. Vorqualifikant Mark Blundell erreichte mit dem leicht modifizierten Brabham BT60Y den elften Startplatz.

### Rennen
Senna ging vor Mansell und Berger in Führung. Kurz nachdem Alesi das Startduell gegen seinen Teamkollegen Prost gewonnen hatte, musste er infolge einer Kollision in der ersten Kurve mit Patrese zwecks Reparaturen an seinem Wagen die Box aufsuchen. Moreno, der darauf hoffte, die beiden vor ihm liegenden Fahrzeuge seines ehemaligen Teams rasch überholen zu können, drehte sich während der ersten Runde aufgrund eines Bremsdefektes ins Aus.
In der siebten Runde übernahm Patrese den dritten Rang von Berger. In Runde 19 zog er an seinem Teamkollegen Mansell vorbei. In der Ascari-Schikane gelang es ihm im 26. Umlauf, Senna von der Spitze zu verdrängen. An gleicher Stelle drehte er sich jedoch in der folgenden Runde. Er konnte das Rennen zwar zunächst auf dem vierten Rang fortsetzen, musste jedoch nach wenigen Metern wegen eines Getriebeschadens aufgeben.
Nachdem Mansell in Runde 34 den führenden Senna überholt hatte, steuerte dieser sofort die Boxen an, um frische Reifen montieren zu lassen. Als Fünfter kehrte er auf die Strecke zurück. An Schumacher, Berger und Prost vorbei fand Senna bis zur 46. Runde den Weg zurück auf den zweiten Rang.
Mansell siegte nach 53 Runden vor Senna, Prost, Berger, Schumacher und Piquet. Schumacher sicherte sich somit bereits bei seinem zweiten Grand Prix seine ersten beiden WM-Punkte.

## Meldeliste
| Team                              | Nr. | Fahrer             | Chassis            | Motor                    | Reifen |
| --------------------------------- | --- | ------------------ | ------------------ | ------------------------ | ------ |
| Honda Marlboro McLaren            | 01  | Ayrton Senna       | McLaren MP4/6      | Honda RA121E 3.5 V12     | G      |
| Honda Marlboro McLaren            | 02  | Gerhard Berger     | McLaren MP4/6      | Honda RA121E 3.5 V12     | G      |
| Braun Tyrrell Honda               | 03  | Satoru Nakajima    | Tyrrell 020        | Honda RA101E 3.5 V10     | P      |
| Braun Tyrrell Honda               | 04  | Stefano Modena     | Tyrrell 020        | Honda RA101E 3.5 V10     | P      |
| Canon Williams Team               | 05  | Nigel Mansell      | Williams FW14      | Renault RS3 3.5 V10      | G      |
| Canon Williams Team               | 06  | Riccardo Patrese   | Williams FW14      | Renault RS3 3.5 V10      | G      |
| Motor Racing Developments         | 07  | Martin Brundle     | Brabham BT60Y      | Yamaha OX99 3.5 V12      | P      |
| Motor Racing Developments         | 08  | Mark Blundell      | Brabham BT60Y      | Yamaha OX99 3.5 V12      | P      |
| Footwork Grand Prix International | 09  | Michele Alboreto   | Footwork FA12B     | Ford Cosworth DFR 3.5 V8 | G      |
| Footwork Grand Prix International | 10  | Alex Caffi         | Footwork FA12B     | Ford Cosworth DFR 3.5 V8 | G      |
| Team Lotus                        | 11  | Mika Häkkinen      | Lotus 102B         | Judd EV 3.5 V8           | G      |
| Team Lotus                        | 12  | Michael Bartels    | Lotus 102B         | Judd EV 3.5 V8           | G      |
| Fondmetal                         | 14  | Olivier Grouillard | Fondmetal GR01     | Ford Cosworth DFR 3.5 V8 | G      |
| Leyton House Racing               | 15  | Maurício Gugelmin  | Leyton House CG911 | Ilmor 2175A 3.5 V10      | G      |
| Leyton House Racing               | 16  | Ivan Capelli       | Leyton House CG911 | Ilmor 2175A 3.5 V10      | G      |
| AGS Racing                        | 17  | Gabriele Tarquini  | AGS JH25B          | Ford Cosworth DFR 3.5 V8 | G      |
| AGS Racing                        | 18  | Fabrizio Barbazza  | AGS JH25B          | Ford Cosworth DFR 3.5 V8 | G      |
| Camel Benetton Ford               | 19  | Michael Schumacher | Benetton B191      | Ford Cosworth HB5 3.5 V8 | P      |
| Camel Benetton Ford               | 20  | Nelson Piquet      | Benetton B191      | Ford Cosworth HB5 3.5 V8 | P      |
| BMS Scuderia Italia               | 21  | Emanuele Pirro     | Dallara 191        | Judd GV 3.5 V10          | P      |
| BMS Scuderia Italia               | 22  | JJ Lehto           | Dallara 191        | Judd GV 3.5 V10          | P      |
| Minardi Team                      | 23  | Pierluigi Martini  | Minardi M191       | Ferrari 037 3.5 V12      | G      |
| Minardi Team                      | 24  | Gianni Morbidelli  | Minardi M191       | Ferrari 037 3.5 V12      | G      |
| Ligier Gitanes                    | 25  | Thierry Boutsen    | Ligier JS35B       | Lamborghini 3512 3.5 V12 | G      |
| Ligier Gitanes                    | 26  | Érik Comas         | Ligier JS35B       | Lamborghini 3512 3.5 V12 | G      |
| Scuderia Ferrari SpA              | 27  | Alain Prost        | Ferrari 643        | Ferrari 037 3.5 V12      | G      |
| Scuderia Ferrari SpA              | 28  | Jean Alesi         | Ferrari 643        | Ferrari 037 3.5 V12      | G      |
| Larrousse F1                      | 29  | Éric Bernard       | Lola LC91          | Ford Cosworth DFR 3.5 V8 | G      |
| Larrousse F1                      | 30  | Aguri Suzuki       | Lola LC91          | Ford Cosworth DFR 3.5 V8 | G      |
| Coloni Racing                     | 31  | Pedro Chaves       | Coloni C4          | Ford Cosworth DFR 3.5 V8 | G      |
| Team 7Up Jordan                   | 32  | Roberto Moreno     | Jordan 191         | Ford Cosworth HB4 3.5 V8 | G      |
| Team 7Up Jordan                   | 33  | Andrea de Cesaris  | Jordan 191         | Ford Cosworth HB4 3.5 V8 | G      |
| Modena Team                       | 34  | Nicola Larini      | Lambo 291          | Lamborghini 3512 3.5 V12 | G      |
| Modena Team                       | 35  | Eric van de Poele  | Lambo 291          | Lamborghini 3512 3.5 V12 | G      |

## Klassifikationen

### Qualifying
| Pos. | Fahrer             | Konstrukteur       | Vorqualifikation | Vorqualifikation  | 1. Qualifikationstraining | 1. Qualifikationstraining | 2. Qualifikationstraining | 2. Qualifikationstraining | Start |
| Pos. | Fahrer             | Konstrukteur       | Zeit             | Ø-Geschwindigkeit | Zeit                      | Ø-Geschwindigkeit         | Zeit                      | Ø-Geschwindigkeit         | Start |
| ---- | ------------------ | ------------------ | ---------------- | ----------------- | ------------------------- | ------------------------- | ------------------------- | ------------------------- | ----- |
| 01   | Ayrton Senna       | McLaren-Honda      | –                | –                 | 1:21,114                  | 257,415 km/h              | 1:21,245                  | 257,000 km/h              | 01    |
| 02   | Nigel Mansell      | Williams-Renault   | –                | –                 | 1:21,328                  | 256,738 km/h              | 1:21,247                  | 256,994 km/h              | 02    |
| 03   | Gerhard Berger     | McLaren-Honda      | –                | –                 | 1:21,360                  | 256,637 km/h              | 1:21,346                  | 256,681 km/h              | 03    |
| 04   | Riccardo Patrese   | Williams-Renault   | –                | –                 | 1:21,619                  | 255,823 km/h              | 1:21,372                  | 256,599 km/h              | 04    |
| 05   | Alain Prost        | Ferrari            | –                | –                 | 1:22,080                  | 254,386 km/h              | 1:21,825                  | 255,179 km/h              | 05    |
| 06   | Jean Alesi         | Ferrari            | –                | –                 | 1:21,956                  | 254,771 km/h              | 1:21,890                  | 254,976 km/h              | 06    |
| 07   | Michael Schumacher | Benetton-Ford      | –                | –                 | 1:22,471                  | 253,180 km/h              | 1:22,553                  | 252,928 km/h              | 07    |
| 08   | Nelson Piquet      | Benetton-Ford      | –                | –                 | 1:23,176                  | 251,034 km/h              | 1:22,726                  | 252,399 km/h              | 08    |
| 09   | Roberto Moreno     | Jordan-Ford        | –                | –                 | 1:23,102                  | 251,257 km/h              | 1:23,447                  | 250,219 km/h              | 09    |
| 10   | Pierluigi Martini  | Minardi-Ferrari    | –                | –                 | 1:23,294                  | 250,678 km/h              | 1:23,789                  | 249,197 km/h              | 10    |
| 11   | Mark Blundell      | Brabham-Yamaha     | 1:24,271         | 247,772 km/h      | 1:23,473                  | 250,141 km/h              | 1:24,400                  | 247,393 km/h              | 11    |
| 12   | Ivan Capelli       | Leyton House-Ilmor | –                | –                 | 1:23,674                  | 249,540 km/h              | 1:24,755                  | 246,357 km/h              | 12    |
| 13   | Stefano Modena     | Tyrrell-Honda      | –                | –                 | 1:24,457                  | 247,226 km/h              | 1:23,701                  | 249,459 km/h              | 13    |
| 14   | Andrea de Cesaris  | Jordan-Ford        | –                | –                 | 1:24,060                  | 248,394 km/h              | 1:23,921                  | 248,805 km/h              | 14    |
| 15   | Satoru Nakajima    | Tyrrell-Honda      | –                | –                 | 1:24,464                  | 247,206 km/h              | 1:24,265                  | 247,790 km/h              | 15    |
| 16   | Emanuele Pirro     | Dallara-Judd       | –                | –                 | 1:24,584                  | 246,855 km/h              | 1:24,282                  | 247,740 km/h              | 16    |
| 17   | Gianni Morbidelli  | Minardi-Ferrari    | –                | –                 | 1:24,287                  | 247,725 km/h              | 1:25,223                  | 245,004 km/h              | 17    |
| 18   | Maurício Gugelmin  | Leyton House-Ilmor | –                | –                 | 1:24,391                  | 247,420 km/h              | 1:25,023                  | 245,581 km/h              | 18    |
| 19   | Martin Brundle     | Brabham-Yamaha     | 1:25,117         | 245,309 km/h      | 1:24,713                  | 246,479 km/h              | 1:24,643                  | 246,683 km/h              | 19    |
| 20   | JJ Lehto           | Dallara-Judd       | –                | –                 | 1:24,733                  | 246,421 km/h              | 1:24,725                  | 246,444 km/h              | 20    |
| 21   | Thierry Boutsen    | Ligier-Lamborghini | –                | –                 | 1:26,133                  | 242,416 km/h              | 1:25,177                  | 245,137 km/h              | 21    |
| 22   | Érik Comas         | Ligier-Lamborghini | –                | –                 | 1:25,478                  | 244,273 km/h              | 1:25,420                  | 244,439 km/h              | 22    |
| 23   | Nicola Larini      | Lambo-Lamborghini  | –                | –                 | 1:25,717                  | 243,592 km/h              | 1:25,934                  | 242,977 km/h              | 23    |
| 24   | Éric Bernard       | Lola-Ford          | –                | –                 | 1:26,325                  | 241,877 km/h              | 1:25,871                  | 243,155 km/h              | 24    |
| 25   | Mika Häkkinen      | Lotus-Judd         | –                | –                 | 1:26,701                  | 240,828 km/h              | 1:25,941                  | 242,957 km/h              | 25    |
| 26   | Olivier Grouillard | Fondmetal-Ford     | 1:25,556         | 244,051 km/h      | 1:26,416                  | 241,622 km/h              | 1:26,805                  | 240,539 km/h              | 26    |
| DNQ  | Michele Alboreto   | Footwork-Ford      | 1:25,771         | 243,439 km/h      | 1:26,563                  | 241,212 km/h              | 1:27,198                  | 239,455 km/h              | –     |
| DNQ  | Michael Bartels    | Lotus-Judd         | –                | –                 | 1:27,169                  | 239,535 km/h              | 1:26,829                  | 240,473 km/h              | –     |
| DNQ  | Eric van de Poele  | Lambo-Lamborghini  | –                | –                 | 1:27,110                  | 239,697 km/h              | 1:27,099                  | 239,727 km/h              | –     |
| DNQ  | Aguri Suzuki       | Lola-Ford          | –                | –                 | 1:27,257                  | 239,293 km/h              | –                         | –                         | –     |
| DNPQ | Fabrizio Barbazza  | AGS-Ford           | 1:27,392         | 238,923 km/h      | –                         | –                         | –                         | –                         | –     |
| DNPQ | Gabriele Tarquini  | AGS-Ford           | 1:27,401         | 238,899 km/h      | –                         | –                         | –                         | –                         | –     |
| DNPQ | Alex Caffi         | Footwork-Ford      | 1:27,608         | 238,334 km/h      | –                         | –                         | –                         | –                         | –     |
| DNPQ | Pedro Chaves       | Coloni-Ford        | –                | –                 | –                         | –                         | –                         | –                         | –     |

### Rennen
| Pos. | Fahrer             | Konstrukteur       | Runden | Stopps | Zeit        | Start | Schnellste Runde |
| ---- | ------------------ | ------------------ | ------ | ------ | ----------- | ----- | ---------------- |
| 01   | Nigel Mansell      | Williams-Renault   | 53     | 0      | 1:17:54,319 | 02    | 1:26,828         |
| 02   | Ayrton Senna       | McLaren-Honda      | 53     | 1      | + 16,262    | 01    | 1:26,061         |
| 03   | Alain Prost        | Ferrari            | 53     | 0      | + 16,829    | 05    | 1:27,247         |
| 04   | Gerhard Berger     | McLaren-Honda      | 53     | 0      | + 27,719    | 03    | 1:27,465         |
| 05   | Michael Schumacher | Benetton-Ford      | 53     | 0      | + 34,463    | 07    | 1:27,472         |
| 06   | Nelson Piquet      | Benetton-Ford      | 53     | 1      | + 45,600    | 08    | 1:26,437         |
| 07   | Andrea de Cesaris  | Jordan-Ford        | 53     | 0      | + 51,136    | 14    | 1:27,152         |
| 08   | Ivan Capelli       | Leyton House-Ilmor | 53     | 0      | + 1:15,019  | 12    | 1:28,455         |
| 09   | Gianni Morbidelli  | Minardi-Ferrari    | 52     | 0      | + 1 Runde   | 17    | 1:27,905         |
| 10   | Emanuele Pirro     | Dallara-Judd       | 52     | 0      | + 1 Runde   | 16    | 1:28,644         |
| 11   | Érik Comas         | Ligier-Lamborghini | 52     | 0      | + 1 Runde   | 22    | 1:29,568         |
| 12   | Mark Blundell      | Brabham-Yamaha     | 52     | 0      | + 1 Runde   | 11    | 1:26,870         |
| 13   | Martin Brundle     | Brabham-Yamaha     | 52     | 0      | + 1 Runde   | 19    | 1:26,590         |
| 14   | Mika Häkkinen      | Lotus-Judd         | 49     | 0      | + 4 Runden  | 25    | 1:33,025         |
| 15   | Maurício Gugelmin  | Leyton House-Ilmor | 49     | 1      | + 4 Runden  | 18    | 1:29,354         |
| 16   | Nicola Larini      | Lambo-Lamborghini  | 48     | 0      | + 5 Runden  | 23    | 1:28,413         |
| –    | Olivier Grouillard | Fondmetal-Ford     | 46     | 0      | DNF         | 26    | 1:29,726         |
| –    | JJ Lehto           | Dallara-Judd       | 35     | 0      | DNF         | 20    | 1:28,264         |
| –    | Stefano Modena     | Tyrrell-Honda      | 32     | 0      | DNF         | 13    | 1:29,901         |
| –    | Jean Alesi         | Ferrari            | 29     | 0      | DNF         | 06    | 1:27,300         |
| –    | Riccardo Patrese   | Williams-Renault   | 27     | 0      | DNF         | 04    | 1:27,552         |
| –    | Satoru Nakajima    | Tyrrell-Honda      | 24     | 0      | DNF         | 15    | 1:30,140         |
| –    | Éric Bernard       | Lola-Ford          | 21     | 0      | DNF         | 24    | 1:30,326         |
| –    | Pierluigi Martini  | Minardi-Ferrari    | 8      | 0      | DNF         | 10    | 1:28,893         |
| –    | Roberto Moreno     | Jordan-Ford        | 2      | 0      | DNF         | 09    | 1:32,238         |
| –    | Thierry Boutsen    | Ligier-Lamborghini | 1      | 0      | DNF         | 21    | 1:45,997         |

## WM-Stände nach dem Rennen
Die ersten sechs des Rennens bekamen 10, 6, 4, 3, 2 bzw. 1 Punkt(e).

### Fahrerwertung
| Pos. | Fahrer             | Konstrukteur                | Punkte |
| ---- | ------------------ | --------------------------- | ------ |
| 01   | Ayrton Senna       | McLaren-Honda               | 77     |
| 02   | Nigel Mansell      | Williams-Renault            | 59     |
| 03   | Riccardo Patrese   | Williams-Renault            | 34     |
| 04   | Gerhard Berger     | McLaren-Honda               | 31     |
| 05   | Alain Prost        | Ferrari                     | 25     |
| 06   | Nelson Piquet      | Benetton-Ford               | 23     |
| 07   | Jean Alesi         | Ferrari                     | 14     |
| 08   | Stefano Modena     | Tyrrell-Honda               | 9      |
| 09   | Andrea de Cesaris  | Jordan-Ford                 | 9      |
| 10   | Roberto Moreno     | Benetton-Ford / Jordan-Ford | 8      |
| 11   | JJ Lehto           | Dallara-Judd                | 4      |
| 12   | Bertrand Gachot    | Jordan-Ford                 | 4      |
| 13   | Pierluigi Martini  | Minardi-Ferrari             | 3      |
| 14   | Mika Häkkinen      | Lotus-Judd                  | 2      |
| 15   | Satoru Nakajima    | Tyrrell-Honda               | 2      |
| 16   | Michael Schumacher | Benetton-Ford / Jordan-Ford | 2      |
| 17   | Aguri Suzuki       | Lola-Ford                   | 1      |

| Pos. | Fahrer             | Konstrukteur           | Punkte |
| ---- | ------------------ | ---------------------- | ------ |
| 18   | Julian Bailey      | Lotus-Judd             | 1      |
| 19   | Emanuele Pirro     | Dallara-Judd           | 1      |
| 20   | Éric Bernard       | Lola-Ford              | 1      |
| 21   | Ivan Capelli       | Leyton House-Ilmor     | 1      |
| 22   | Mark Blundell      | Brabham-Yamaha         | 1      |
| 23   | Thierry Boutsen    | Ligier-Lamborghini     | 0      |
| 24   | Gianni Morbidelli  | Minardi-Ferrari        | 0      |
| 25   | Maurício Gugelmin  | Leyton House-Ilmor     | 0      |
| 26   | Johnny Herbert     | Lotus-Judd             | 0      |
| 27   | Nicola Larini      | Lambo-Lamborghini      | 0      |
| 28   | Érik Comas         | Ligier-Lamborghini     | 0      |
| 29   | Gabriele Tarquini  | AGS-Ford               | 0      |
| 30   | Martin Brundle     | Brabham-Yamaha         | 0      |
| 31   | Eric van de Poele  | Lambo-Lamborghini      | 0      |
| 32   | Olivier Grouillard | Fondmetal-Ford         | 0      |
| –    | Michele Alboreto   | Footwork-Ford/-Porsche | 0      |
| –    | Stefan Johansson   | Footwork-Ford/-Porsche | 0      |

### Konstrukteurswertung
| Pos. | Konstrukteur     | Punkte |
| ---- | ---------------- | ------ |
| 01   | McLaren-Honda    | 108    |
| 02   | Williams-Renault | 93     |
| 03   | Ferrari          | 39     |
| 04   | Benetton-Ford    | 33     |
| 05   | Jordan-Ford      | 13     |
| 06   | Tyrrell-Honda    | 11     |
| 07   | Dallara-Judd     | 5      |
| 08   | Minardi-Ferrari  | 3      |
| 09   | Lotus-Judd       | 3      |

| Pos. | Konstrukteur           | Punkte |
| ---- | ---------------------- | ------ |
| 10   | Lola-Ford              | 2      |
| 11   | Leyton House-Ilmor     | 1      |
| 12   | Brabham-Yamaha         | 1      |
| 13   | Ligier-Lamborghini     | 0      |
| 14   | Lambo-Lamborghini      | 0      |
| 15   | AGS-Ford               | 0      |
| 16   | Fondmetal-Ford         | 0      |
| –    | Footwork-Porsche/-Ford | 0      |